# Bivolari
Bivolari is een Roemeense gemeente in het district Iași.

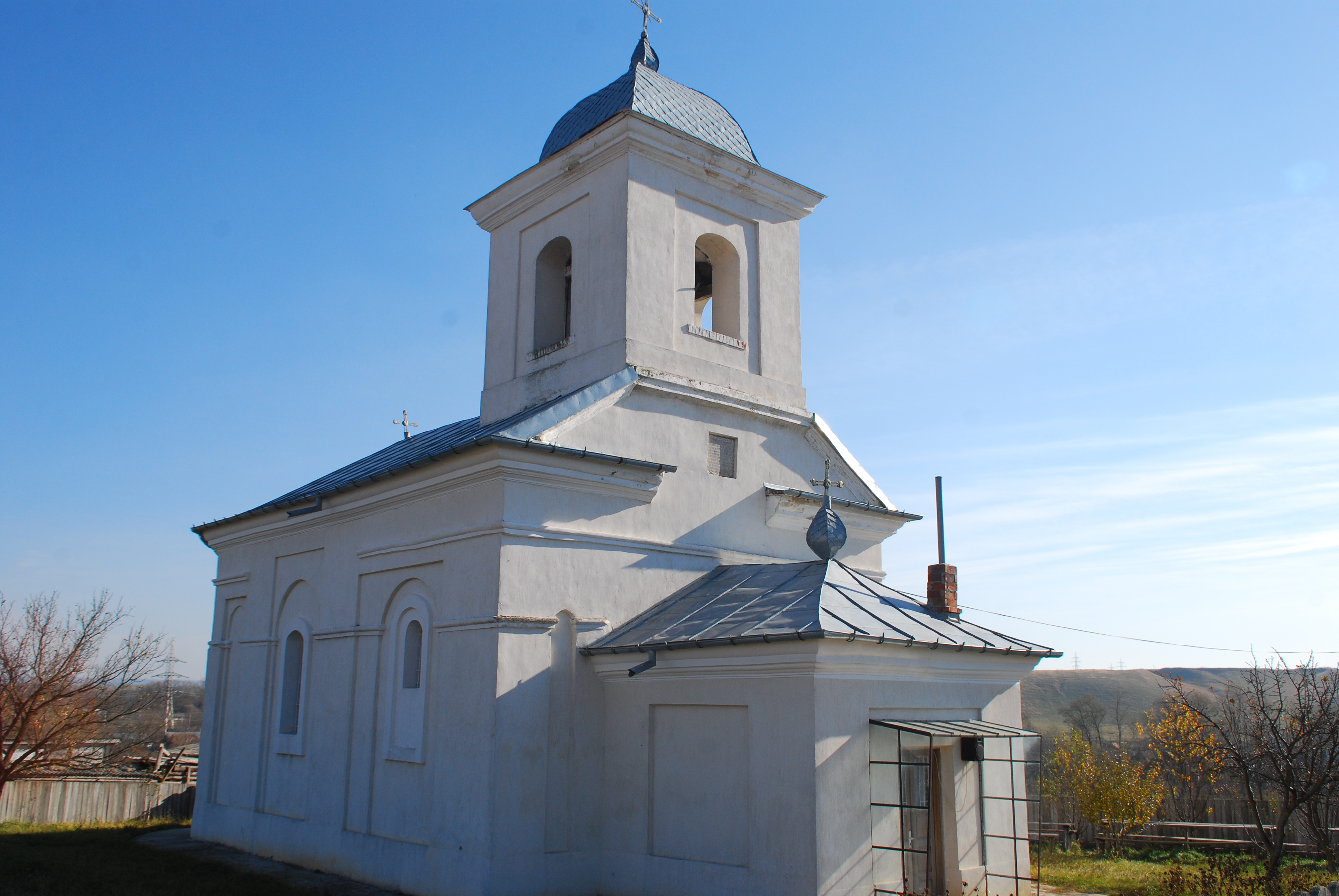
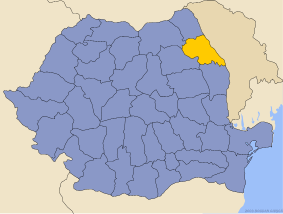
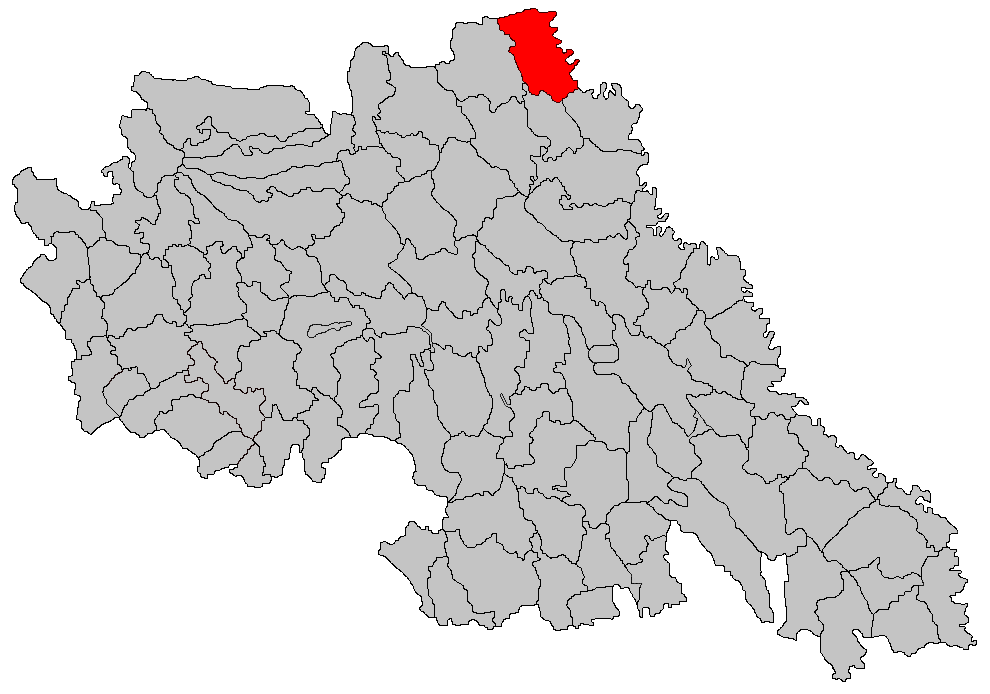

Bivolari telt 4485 inwoners.